# Incautos
Incautos és un thriller espanyol de 2004 dirigit per Miguel Bardem. La pel·lícula està narrada pel personatge d'Ernesto (Ernesto Alterio), i en ella ens conta la seva trajectòria com a estafador i com es va ordir el cop més gran que va aconseguir dur a terme. Fou rodada a Barcelona.

## Argument
Ernesto ens narra mitjançant un flashback com des de la seva infància va començar a convertir-se en un mestre de l'engany fins a arribar al que seria el cop de la seva vida. La seva història com a estafador comença quan, estant en un orfenat de capellans on els nens sofreixen maltractaments, sofreix un desmai perquè està malalt. A partir d'aquest moment, els capellans es comporten millor amb ell. Ernesto es converteix en el blanc d'agressions d'altres nens, entre ells el Gitano, el més temut. Per a deslliurar-se d'una agressió, fingeix un desmai. En veure que funciona, comença a mentir per a deslliurar-se de tot allò que no vol fer. Ernesto, més endavant, aconsegueix guanyar-se al Gitano amb una altra de les seves mentides.
En sortir de l'orfenat al costat del seu companyó, Gitano duu a terme furts i petites estafes. Sempre es refereix a les seves víctimes com a incauts, i lamenta no poder veure les seves cares després de descobrir que han estat estafats. Quan coneix al Manco (Manuel Alexandre), un vell i expert estafador, comença a perfeccionar la seva tècnica, deixa de costat els petits furts i descobreix tots els secrets del món de l'estafa. Ernesto desenvolupa una relació molt especial amb el Manco, ja que per a ell és com un pare. Després d'anys de cops molt reeixits, el Manco li presenta a Federico, un dels millors estafadors de la història, i els tres junts continuen duent a terme diferents estafes. Tot sembla anar bé fins que apareix en escena Pilar, una estafadora que va ser antiga amant de Federico. Ella li ofereix a Federico l'oportunitat de dur a terme el cop de les seves vides, una merla blanca, tal com es diu en el llenguatge dels estafador.
Els quatre estafador duen a terme l'estafa, però els recels i les traïcions no triguen a aparèixer. El Manco adverteix Ernesto que si Federico s'acosta massa a Pilar ha de desconfiar d'ell. Per la seva banda, Federico, considera que el Manco és una nosa i l'assassina. Pilar i Federico estan mentint Ernesto i planegen quedar-se amb els diners del cop. Ernesto descobreix totes aquestes mentides i traça també un pla perquè Pilar i Federico no se surtin amb la seva.
Finalment, quan sembla que Ernesto ha aconseguit enganyar-los i quedar-se amb el botí, ell mateix descobreix que no és així, perquè el maletí que porta està en realitat ple de papers. Ernesto té per fi l'oportunitat de veure quina cara se li queda a un incaut.

## Repartiment
- Ernesto Alterio: Ernesto
- Alejandro Casaseca: El gitano
- Manuel Alexandre: El manco
- Federico Luppi: Federico
- Victoria Abril: Pilar
- Gilbert Melki: Mellado
- Manuel Morón: Orozco
- Christopher de Andrés: Luís Onieva

## Curiositats
La pel·lícula va sorgir a partir d'una notícia en un periòdic en la qual es contava que a una dona li havien robat un milió de pessetes mitjançant una estafa. Miguel Bardem va començar llavors a recopilar notícies de periòdics sobre estafes per a crear la seva pel·lícula. Quan Bardem tenia acabada la segona versió del guió, va pensar a abandonar el projecte. Llavors va ser víctima d'un robatori i va decidir seguir endavant.

## Premis
Fantasporto
| Any  | Categoria     | Persona        | Resultat   |
| ---- | ------------- | -------------- | ---------- |
| 2006 | Millor Actriu | Victoria Abril | Guanyadora |

Festival Internacional de Cinema de Fort Lauderdale
| Any  | Categoria                             | Persona | Resultat   |
| ---- | ------------------------------------- | ------- | ---------- |
| 2005 | Millor pel·lícula de parla estrangera |         | Guanyadora |

Premis Goya
| Any  | Categoria                     | Persona                                   | Resultat |
| ---- | ----------------------------- | ----------------------------------------- | -------- |
| 2005 | Millor Muntatge               | Iván Aledo                                | Nominat  |
| 2005 | Millor Cançó Original (Corre) | Bebe                                      | Nominada |
| 2005 | Millor So                     | Pierre Lorrain Polo Aledo Jaime Fernández | Nominats |

Festival de Màlaga
| Any  | Categoria | Persona       | Resultat |
| ---- | --------- | ------------- | -------- |
| 2004 | Director  | Miguel Bardem | Nominat  |